# Kritias
För Platons dialog med samma namn, se Kritias (dialog)
Kritias (grekiska: Κριτίας), född omkring 460 f.Kr. i Aten, död 403 f.Kr., var en grekisk statsman och författare.
Kritias tillhörde Atens högsta aristokrati, spelade en ledande roll i den radikala högeroppositionen mot det demokratiska systemet, med revolution och diktatur på programmet. Hans stund kom vid katastrofen efter peloponnesiska krigets olyckliga slut, då han blev själen i de trettio tyrannernas styre. Vid den demokratiska restaurationen 403 f.Kr. stupade han på slagfältet.
Kritias och hans krets, däribland hans brorson Platon, hade stått Sokrates nära, vilket bidrog till den opinionsstorm mot denne, som ledde till hans dödsdom. Som tänker och diktare gick dock Kritias andra vägar än Sokrates. Med utgångspunkt hos Thukydies och sofisterna förde han fram teorin om den starkes naturliga rätt.